# Gaiole in Chianti
Gaiole in Chianti è un comune italiano di 2 500 abitanti della provincia di Siena in Toscana. Il comune è situato fra le Colline del Chianti.

## Geografia fisica

### Territorio
Il territorio comunale di Gaiole in Chianti si estende per 128,99 km² in un'area prevalentemente collinare che partendo dai Monti del Chianti digrada verso la valle dell'Arbia. Il dislivello altimetrico va da un minimo di 215 m s.l.m. nei pressi di Pianella fino ad un massimo di 839 m s.l.m. nei pressi di Monteluco TV; il capoluogo è posto a quota 356 m.
Confina con i comuni di Cavriglia, Montevarchi, Bucine, Castelnuovo Berardenga e Radda in Chianti.
- Classificazione sismica: zona 3S (sismicità bassa), Ordinanza PCM 3274 del 20/03/2003, aggiornata con la Deliberazione di G.R. Toscana n.431 del 19/06/2006

### Clima
- Classificazione climatica: zona D (1958 GR/G), D.P.R. n. 412 del 26 agosto 1993
- Diffusività atmosferica: alta, Ibimet CNR 2002

## Origini del nome
Il toponimo è attestato storicamente come Cajolum e Gajolae; l'origine è dibattuta ma è stato proposto gariola, nome medievale della ghiandaia. Un'altra possibilità è che derivi da un nome prediale latino Carianus, dal nome personale Carius, attraverso *Carianulae, *Caiaule.

## Storia
La storia di Gaiole in Chianti è strettamente legata alla sua posizione di nodo viario nelle comunicazioni tra il Chianti e il Valdarno superiore. Grazie a ciò divenne la sede del mercato dei vicini castelli.
Il suo primo ricordo si trova in una carta della Badia a Coltibuono risalente al 1086 ed a quell'epoca gli abitanti dei vicini castelli di Vertine, Montegrossi e San Donato in Perano iniziarono ad incontrarsi sul fondovalle, lungo il torrente Massellone per scambiarsi le merci; inizialmente il mercato era situato ai piedi del castello di Barbischio. Il mercato di Gaiole è citato in atti notarili fin dal 1215.
Nel XIV secolo Gaiole e la sua comunità entrarono a far parte della Lega del Chianti. Ancora nel XVIII secolo il mercato di Gaiole era un importante avvenimento per la zona come testimoniò nelle sue relazioni il granduca Pietro Leopoldo a seguito della visita fatta nel luglio 1773. Fino all'inizio del XIX secolo amministrativamente faceva parte della provincia di Firenze ma in epoca napoleonica, durante il Regno di Etruria, venne inserito nel Dipartimento Senese e in provincia di Siena rimane tuttora. Per molti anni fu sindaco Bettino Ricasoli.
Nonostante tutto, al plebiscito del 1860 per l'annessione della Toscana al Regno di Sardegna i "sì" non ottennero la maggioranza degli aventi diritto, con un astensionismo da record, sintomo dell'opposizione all'annessione.
Dopo la seconda guerra mondiale il territorio comunale fu investito dal fenomeno dello spopolamento delle campagne ma a partire dalla fine degli anni settanta le ex-case coloniche sono state progressivamente restaurate e oggi sono sede di agriturismi, e il turismo enogastronomico è la principale fonte di ricchezza per il territorio.

### Simboli
Lo stemma comunale e il gonfalone sono stati concessi con decreto del presidente della Repubblica del 2 ottobre 1995.
Il gonfalone è un drappo di giallo.

## Monumenti e luoghi d'interesse

### Architetture civili
- Villa Vistarenni

### Architetture militari
- Castello di Ama
- Castello di Barbischio
- Castello di Brolio
- Castello di Cacchiano
- Castello di Lucignano
- Castello di Meleto
- Castello di Montegrossoli
- Castello di Monteluco a Lecchi
- Castello di San Donato in Perano
- Castello di San Polo in Rosso
- Castello di Tornano
- Rocca di Castagnoli
- Torre di Cancelli

### Architetture religiose

#### Chiese parrocchiali

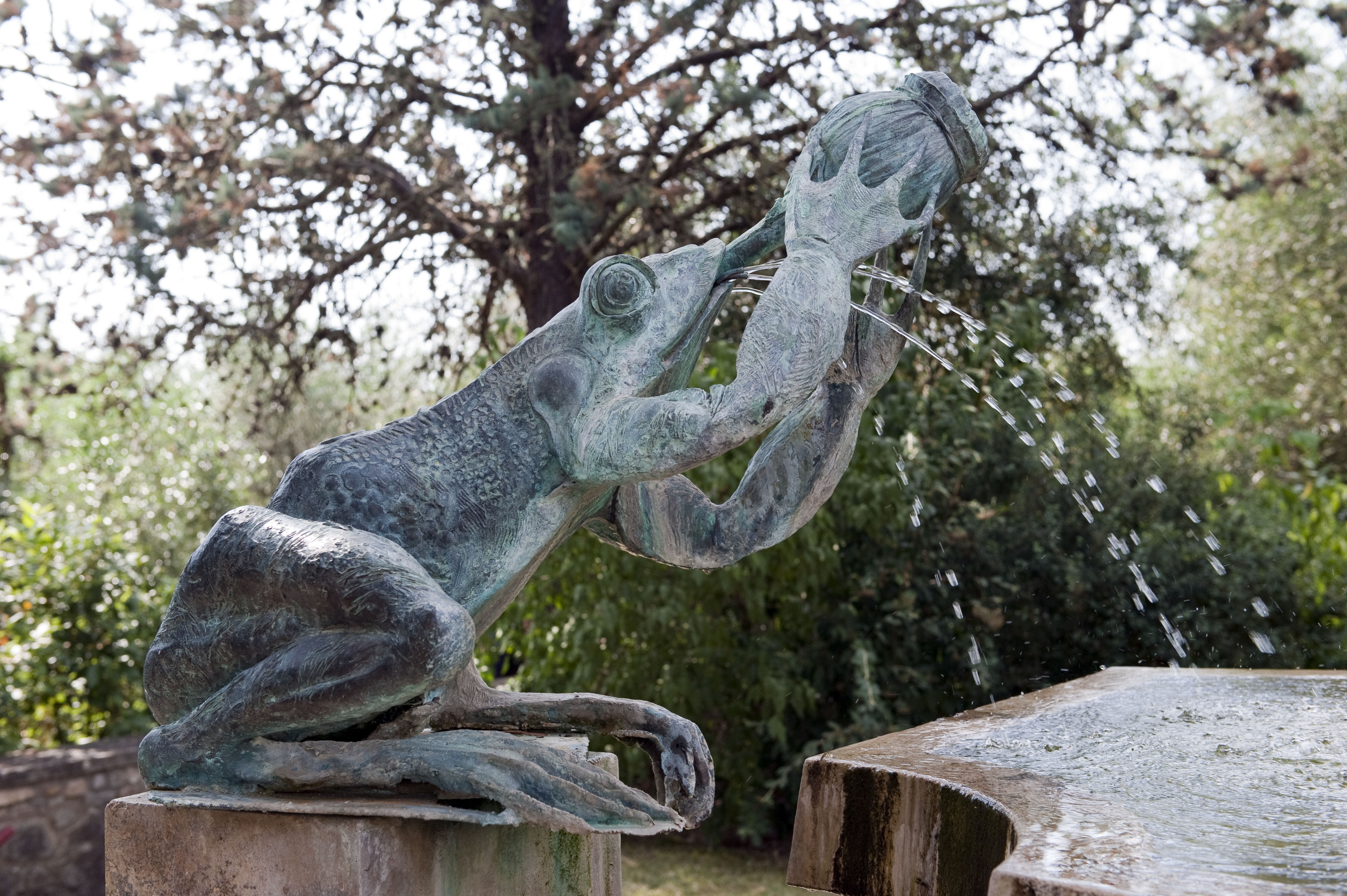
Monumento alla Rana beona (San Sano)

- Chiesa di San Sigismondo a Gaiole in Chianti
- Chiesa dei Santi Pietro e Paolo a Castagnoli
- Chiesa di San Martino a Lecchi
- Chiesa di San Marcellino, o dell'Ascensione, a Monti
- Chiesa dei Santi Giusto e Clemente a Nusenna
- Chiesa di San Polo in Rosso a Poggio San Polo
- Chiesa di San Regolo a San Regolo
- Chiesa di San Lorenzo a Coltibuono, in località Badia Coltibuono
- Chiesa di San Giusto in Salcio, in località San Giusto in Salcio

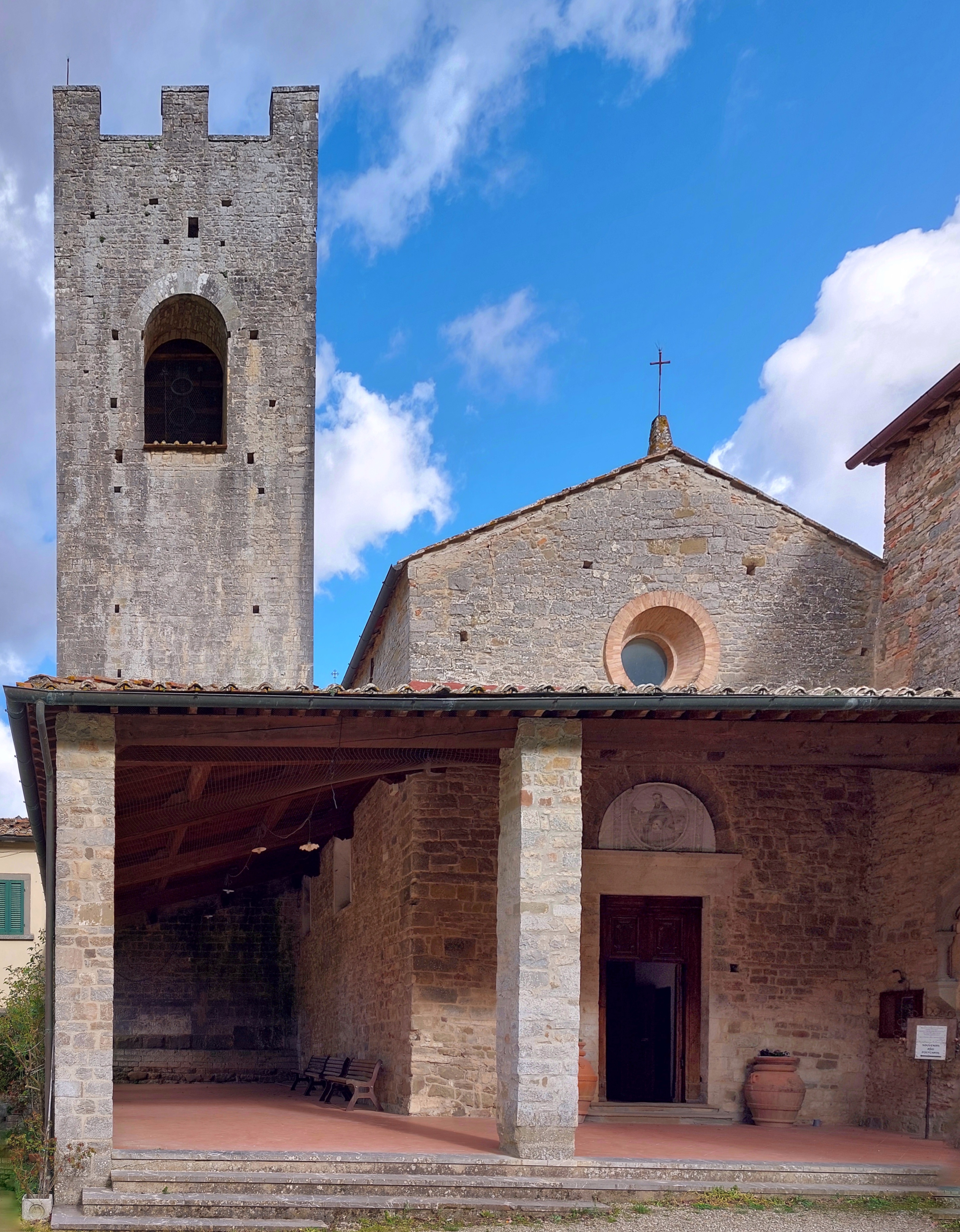
Abbazia di San Lorenzo a Coltibuono

#### Chiese minori
- Chiesa di Sant'Andrea a Adine
- Chiesa di San Lorenzo a Ama
- Chiesa dei Santi Filippo e Giacomo a Barbischio
- Chiesa della Compagnia del Corpus Domini a Lecchi
- Chiesa di San Cristoforo a Lucignano
- Chiesa di Santa Maria a Rietine
- Chiesa di San Sano a San Sano
- Chiesa di San Martino a Starda
- Chiesa di San Bartolomeo a Vertine
- Chiesa di San Pietro in Vinculis, in località Argenina
- Chiesa di Santa Maria, in località Campiglie
- Chiesa di San Marcellino in Colle, in località Il Colle
- Chiesa della Madonna, in località La Madonna
- Chiesa di San Michele Arcangelo, in località Nebbiano
- Chiesa di San Martino, in località San Martino al Vento
- Chiesa di San Pietro in Avenano, in località Venano
- Pieve di Santa Maria a Spaltenna
- Pieve di San Vincenzo a San Vincenti
- Canonica di San Lorenzo, in località Mello

#### Cappelle
- Cappella di San Jacopo, nel castello di Brolio
- Cappella di San Venanzio a Ama
- Cappella di San Bastiano, in località San Bastiano
- Cappella di San Donato in Perano, nell'omonima località
- Cappella di Santa Lucia, in località Santa Lucia a Monti
- Oratorio dei Pianigiani, in località Casanova di Ama
- Cappella delle Selve
- Cappella di Fietri
- Cappella di Galenda
- Cappella di Montebuoni
- Cappella di San Donnino a Tosa

## Statue
- Monumento al gallo nero

## Società

### Evoluzione demografica
Abitanti censiti

### Etnie e minoranze straniere
Secondo i dati ISTAT al 31 dicembre 2009 la popolazione straniera residente era di 630 persone. Le nazionalità maggiormente rappresentate in base alla loro percentuale sul totale della popolazione residente erano:
- Albania 125 (4,54%)
- Romania 91 (3,31%)
- Marocco 41 (1,49%)
- Regno Unito 34 (1,24%)
- Serbia 28 (1,02%)

## Geografia antropica

### Urbanistica
La forma della abitato di Gaiole in Chianti rivela palesemente la sua origine di mercatale. L'abitato in origine era tutto sviluppato lungo la strada che congiunge il Valdarno al Chianti e nel luogo scelto per il mercato si slarga andando a formare l'odierna piazza principale. La piazza principale ha una forma di triangolo allungato e ai lati vi sono dei palazzotti sette-ottocenteschi di semplice fattura.
La chiesa parrocchiale è stata realizzata nel 1959 in forme neogotiche. Il resto dell'abitato, separato dalla piazza dal torrente Massellone, è di forme moderne ma si segnalano alcuni interessanti edifici costruiti in epoca fascista. Fra le opere contemporanee è utile citare Borgo Novo di Gaiole in Chianti, segnalato come una delle 100 architetture più importanti realizzate in Italia fra il 2000 e il 2010.

### Frazioni
- Adine (525 m s.l.m., 10 ab.)[11]
- Ama (500 m s.l.m., 4 ab.)[11]
- Barbischio (454 m s.l.m., 28 ab.)[11]
- Castagnoli (505 m s.l.m., 79 ab.)[11]
- Lecchi (421 m s.l.m., 101 ab.)[11]
- Lucignano (619 m s.l.m., 12 ab.)[11]
- Montegrossi (639 m s.l.m., 26 ab.)[11]
- Monti (380 m s.l.m., 277 ab.)[11]
- Nusenna (561 m s.l.m., 41 ab.)[11]
- Poggio San Polo (527 m s.l.m., 26 ab.)[11]
- Rietine (468 m s.l.m., 70 ab.)[11]
- San Regolo (462 m s.l.m., 73 ab.)[11]
- San Sano (391 m s.l.m., 82 ab.)[11]
- San Vincenti (520 m s.l.m., 6 ab.)[11]
- Starda (595 m s.l.m.)
- Vertine (505 m s.l.m., 22 ab.)[11]

### Altre località del territorio
Tra le varie località minori che compongono il territorio comunale sono da ricordare anche: Argenina, Badia Coltibuono, Brolio, Cacchiano, Campi, Campiglie, Cancelli, Casanova d'Ama, Case al Vento, Chiesanuova, Fietri, Galenda, Il Colle, La Castelletta, La Madonna, Le Selve, Linari, Meleto, Mello, Molinlungo, Montebuoni, Montecastelli, Montefienali, Montelodoli, Monteluco, Monti di Sotto, Morelline, Mulino della Balza, Mulino delle Bagnaie, Mulino di Sesta, Nebbiano, Osteria della Passera, San Bastiano, San Donato in Perano, San Giusto alle Monache, San Giusto in Salcio, San Marcellino, San Martino al Vento, San Pietro in Avenano (o Venano), Santa Lucia, Stielle, Tarci, Tarci di Sopra, Tornano, Torricella, Tosa, Vielle, Vistarenni.

## Amministrazione
Di seguito è presentata una tabella relativa alle amministrazioni che si sono succedute in questo comune.
| Periodo        | Periodo        | Primo cittadino | Partito                               | Carica  | Note   |
| -------------- | -------------- | --------------- | ------------------------------------- | ------- | ------ |
| 29 giugno 1985 | 9 giugno 1990  | Renzo Posticci  | Democrazia Cristiana                  | Sindaco | [ 12 ] |
| 9 giugno 1990  | 24 aprile 1995 | Renzo Posticci  | Democrazia Cristiana                  | Sindaco | [ 12 ] |
| 24 aprile 1995 | 14 giugno 1999 | Paolo Morini    | lista civica                          | Sindaco | [ 12 ] |
| 14 giugno 1999 | 14 giugno 2004 | Paolo Morini    | lista civica                          | Sindaco | [ 12 ] |
| 14 giugno 2004 | 8 giugno 2009  | Claudio Parigi  | Unione Democratica per i Consumatori  | Sindaco | [ 12 ] |
| 8 giugno 2009  | 25 maggio 2014 | Michele Pescini | centro-sinistra                       | Sindaco | [ 12 ] |
| 26 maggio 2014 | 27 maggio 2019 | Michele Pescini | centro-sinistra Per Gaiole in Chianti | Sindaco | [ 12 ] |
| 27 maggio 2019 | in carica      | Michele Pescini | centro-sinistra Per Gaiole in Chianti | Sindaco | [ 12 ] |